# آبراهام جی. تورسکی
آبراهام جی. تورسکی (به انگلیسی: Abraham J. Twerski؛ متولد ۶ اکتبر ۱۹۳۰- درگذشته در ۳۱ ژانویه ۲۰۲۱)، یک روانپزشک، مرجع دینی و پژوهشگر آیین یهودیت با ملیت اسرائیلی-آمریکایی، بود. تخصص وی به عنوان روانپزشک، در مورد سوء استفاده از مواد اعتیادآور بود.